# Свистач червонодзьобий
Свистач червонодзьобий (Dendrocygna autumnalis) — вид гусеподібних птахів родини качкових (Anatidae).

## Поширення та чисельність
Вид поширений в Центральній і Південній Америці від південних штатів США до півночі Аргентини. Мешкає неподалік невеликих спокійних водойм.

## Опис
Качка середнього розміру. Тіло завдовжки 47—56 см, розмах крил — від 76 до 94 см, вага — від 652 до 1020 г. У нього досить довгий дзьоб, голова і ноги. Верхня частина тіла та груди сіро-коричневі. Голова блідо-сіра з каштановими потилицею та маківкою. Дзьоб червоний. Живіт і хвіст чорні.

## Спосіб життя
Птах живе в лісових болотах і мангрових лісах. Багато часу проводить на деревах. Активний вночі. Живиться рослинною їжею. Гніздо будує у дуплах дерев, на гілках між заростями бромелій або на землі між чагарниками. У гнізді 10—16 яєць.

## Підвиди
- D. a. fulgens Friedmann, 1947, з південного сходу Техасу до Панами;
- D. a. autumnalis (Linnaeus, 1758), від Панами до Північної Аргентини.